# جی‌ام‌سی ساوانا

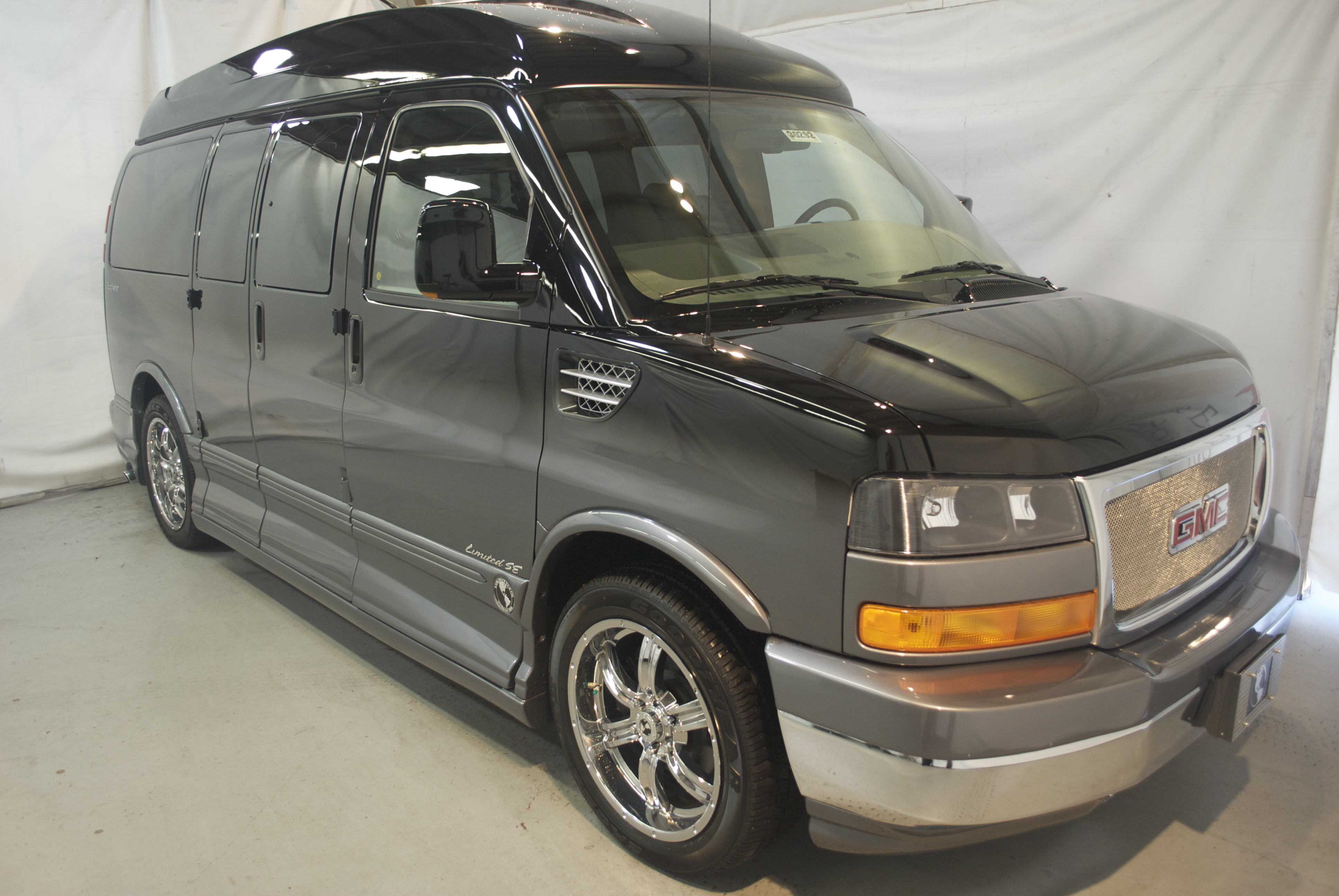

جی‌ام‌سی ساوانا (به انگلیسی: GMC Savana) یا شورلت اکسپرس (به انگلیسی: Chevrolet Express) یکی از مدل‌های خودروی کمپانی جی ام سی است.

## نگارخانه

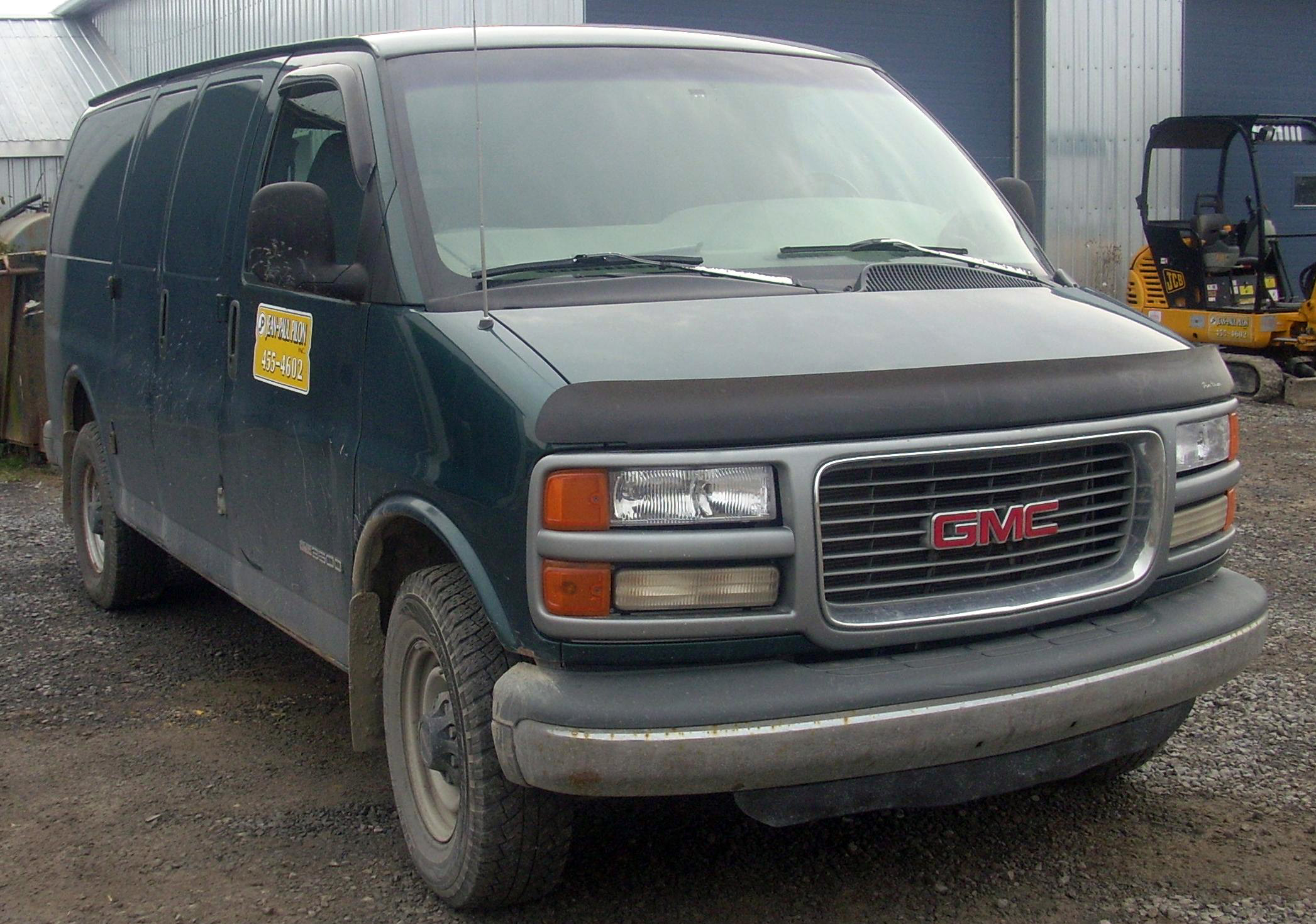
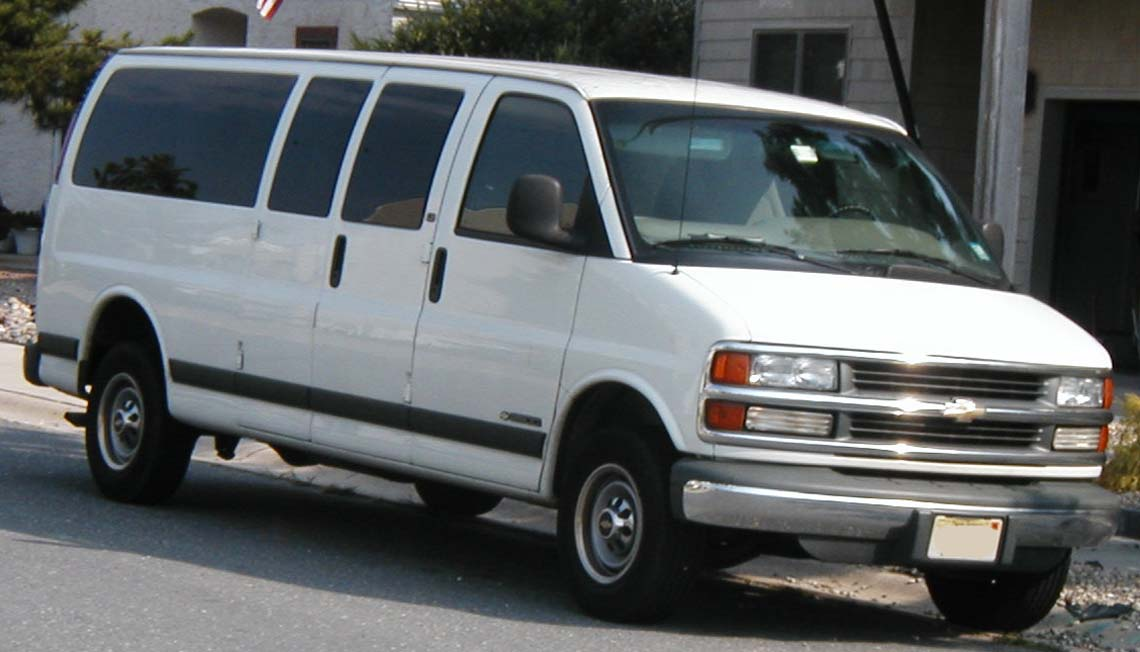
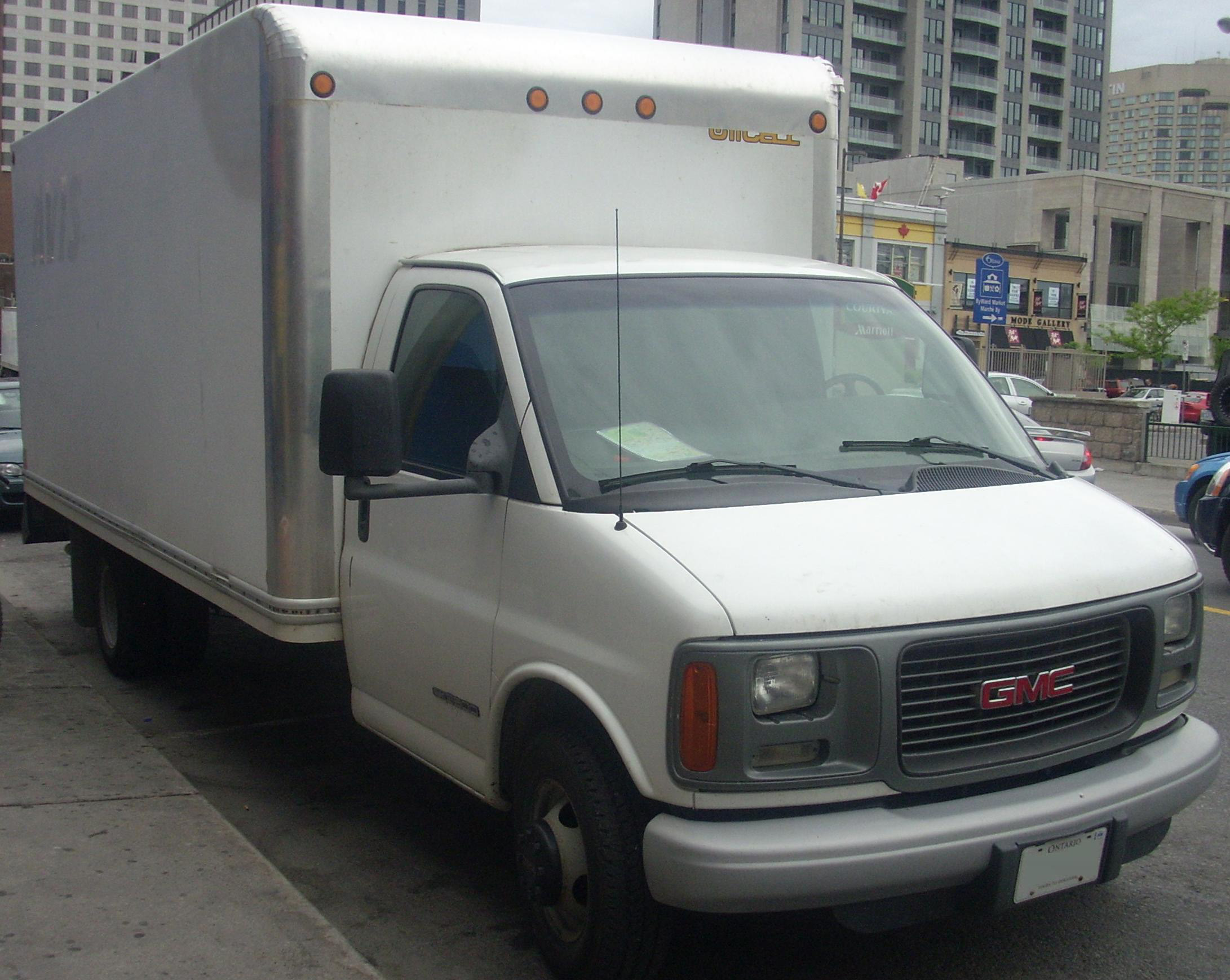